# Area metropolitana di Atlanta
L'area metropolitana di Atlanta, ufficialmente designata come Atlanta–Sandy Springs–Alpharetta, GA Metropolitan Statistical Area dall'Office of Management and Budget è l'area metropolitana più popolata dello Stato della Georgia e l'ottava degli Stati Uniti.
Il principale centro culturale, economico e demografico è la città di Atlanta. La sua popolazione, secondo stime del 2021, è di 6 144 050 persone ed è la seconda area metropolitana degli Stati Uniti sud-orientali dietro quella di Washington. Nel 2021 ha sorpassato quella di Miami. Le contee comprese nell'area sono Fulton, DeKalb, Clayton e Cobb.
Fino al 2019 l'area metropolitana era ufficialmente denominata Atlanta–Sandy Springs–Roswell.